# Theroscopus trochanteratus
Theroscopus trochanteratus là một loài tò vò trong họ Ichneumonidae.